# Fransplattmal
Fransplattmal, Agonopterix ciliella är en fjärilsart som först beskrevs av Henry Tibbats Stainton 1849.  Fransplattmal ingår i släktet Agonopterix och familjen plattmalar, Depressariidae. Arten har livskraftiga (LC) populationer i både Sverige och i Finland. Inga underarter finns listade i Catalogue of Life.

## Bildgalleri

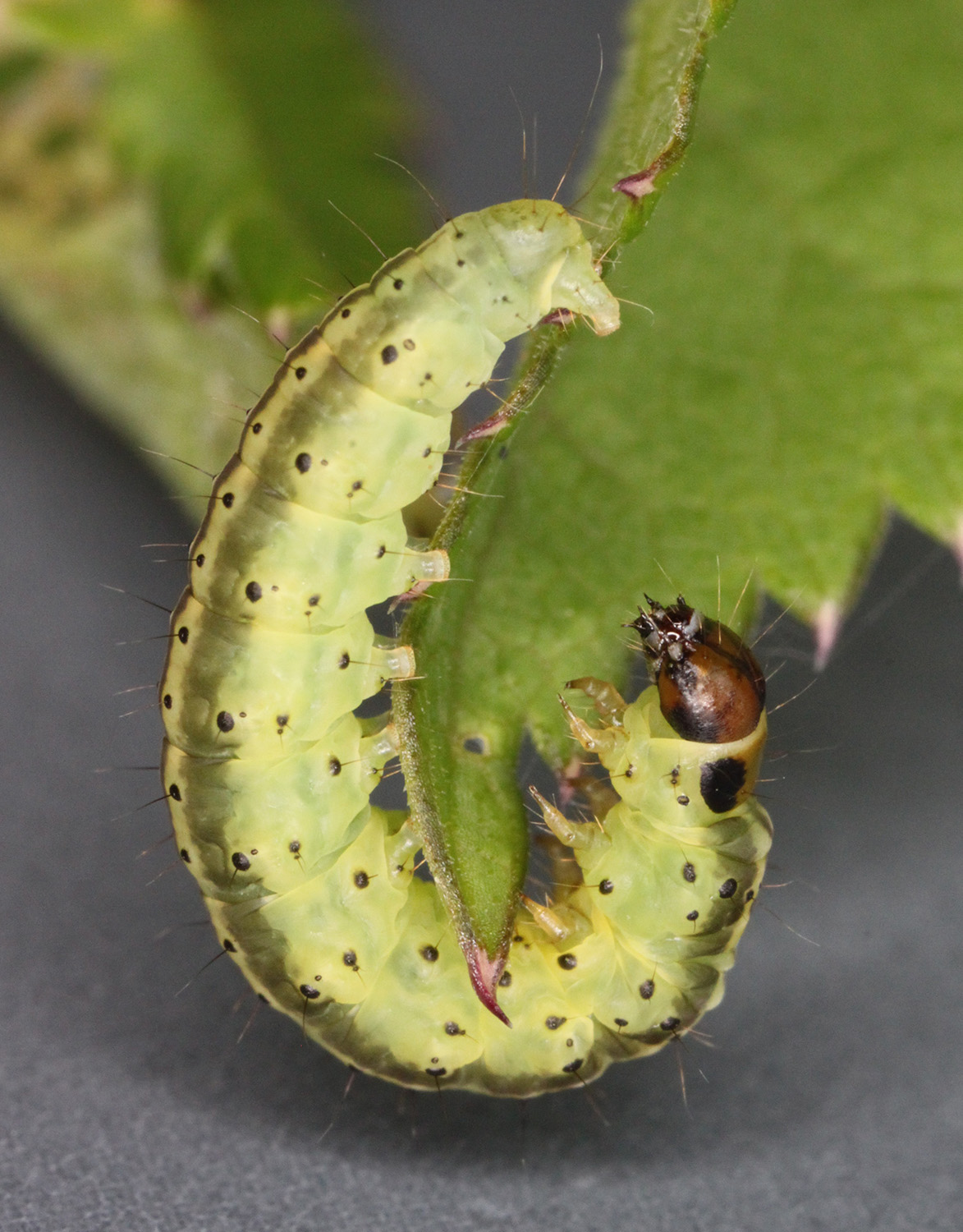
Fjärilens larv
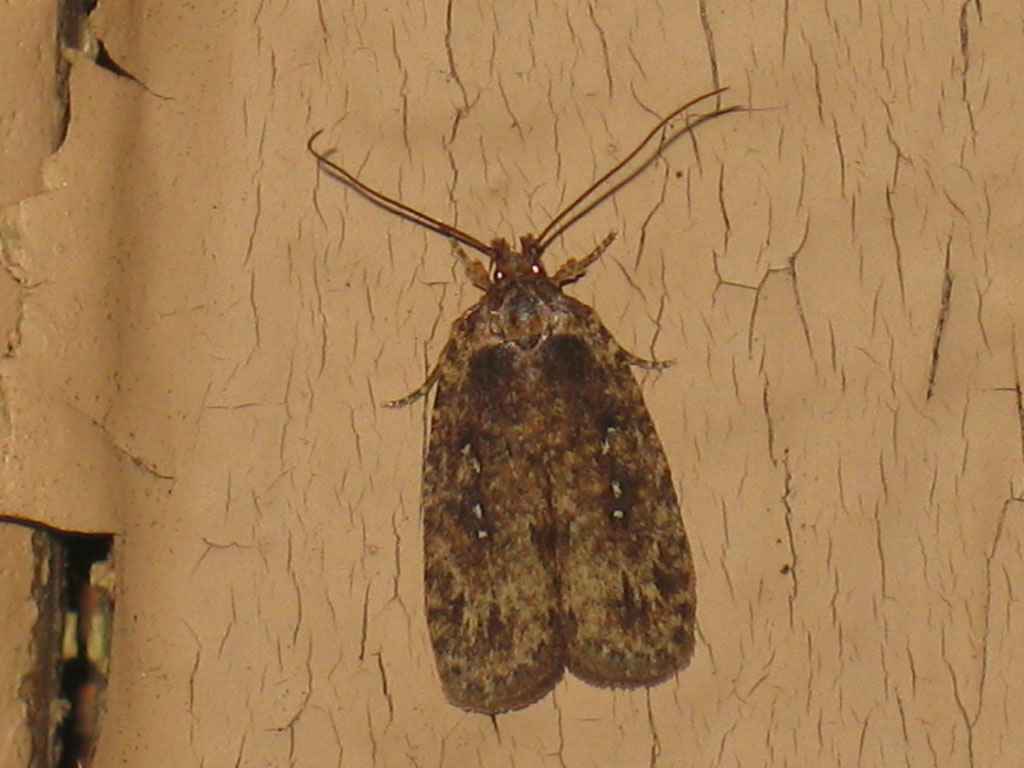
Imago fjäril
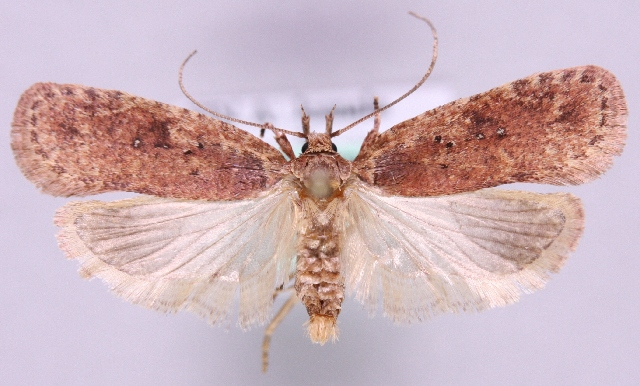
Preparerad (uppnålad) imago fjäril.